# Obična jela
Obična jela (bijela jela, vita jela, borika prava, lat. Abies alba Mill.), crnogorična vrsta drveća umjerenih predjela sjeverne polutke, treća najrasprostranjenija šumska vrsta drveća u Hrvatskoj, poslije bukve i hrasta lužnjaka. Jela je zastupljena s 50% u crnogoričnim šumama Hrvatske.

## Rasprostranjenost
Jela je prirodno rasprostranjena u planinskim predjelima Srednje, Južne i dijela Zapadne Europe. To se odnosi na običnu jelu (Abies alba), koja je jedina autohtona jela u Hrvatskoj, a razne druge vrste jela, kojih ukupno ima četrdeset, rastu u umjerenom području Europe, Azije i Sjeverne Amerike.
U Gorskom kotaru, jela ima izuzetno povoljne uvjete te postiže veliku kvalitetu.

## Izgled
Naraste do 40 m (u prašumama do 60 m), postiže debljinu veću od 1,5 m prsnog promjera. Deblo je valjkasto. 
Krošnja je u početku čunjasta, a u starosti može biti pri vrhu zaravnjena, kao odsječena. 
Pupovi su jajoliki, smeđi, bez smole. Iglice su do 3 cm duge, do 2,5 mm široke, odozdo imaju 2 bijele pruge puči; na postranim izbojcima i zasjenjenim granama, raščešljane su i ušiljena vrha. 
Iglice (četine) su plosnate, na licu tamnozelene, sjajne, a na naličju s 2 paralelne bijele pruge stoma. Duge su do 30 mm, široke do 3 mm, većinom su češljasto raspoređene, na vrhu izrubljene, a rijetko zaobljene i ušiljene. Pri osnovi su sužene, te prelaze u okruglasti završetak koji su vezane za grančicu. Ostaju na granama do 8 i više godina, a dosta se dugo zadrže i na odsječenim stablima. 
Grane su u pršljenovima i ne vise. Muški se cvatovi nalaze u pazušcu najgornjih iglica, a ženski na vrhu izbojka. Češeri su uspravni, valjkasti, do 15 cm dugi i 3-5 cm debeli, smeđi, dozrijevaju iste godine, raspadaju se ostavljajući samo češerno vreteno. Pokrovne ljuske su uske, kožaste, raznih dužina. Plodne ljuske su široko zaobljene. Na njima su po 2 sjemenke. 
Sjeme je trokutasto, s obiljem smolnih mjehurića; krilce ga ovija s jedne, a obuhvaća s druge strane. Klije s 4-8, većinom 5-6 zvjezdasto raspoređenih, linealnih i tamnozelenih supaka.
Sjeme ima embrij i endosperm.
U 100 kg češera ima 10-16 kg sjemenaka s krilcima. Jedan češer ima 260-290 sjemenaka.
U prirodi sjemenke jele obično iskliju idućeg proljeća, nakon otpadanja. Klijanje je sporo i nadzemno. Rijetko isklije više od 50 % sjemenaka. Počinje plodonositi oko 25-30 godine. Dobar urod je svake 2-3 godine.

## Ekološka svojstva
Područja jelovih šuma u Hrvatskoj, imaju srednju godišnju temperaturu zraka od 5 do 8 °C. Vrlo je osjetljiva na zimske studeni i mraz. Zahtijeva visoku zračnu vlagu. Dobro podnosi snijeg, tuču, inje, rosu i maglu. Od svih naših važnijih vrsta drveća, jela podnosi najviše zasjene. Stablo u zasjeni, čeka svjetlost godinama i jako sporo raste, pa se dogodi da stablo od 100 godina u zasjeni, bude niže od stabla koje ima 50 godina, a raste na svjetlu.
Uspijeva na raznim tlima.
Ima tipičnu žilu srčanicu, koja naraste prosječno 1 m u dubinu. Korijen je jelovih stabala koja rastu zajedno, srašten,zajednički izmijenjuju vodu, minerale i asimilate.
Osjetljiva je na štetne plinove, te se ne sadi uz industrijska postrojenja. Ugrožena je zbog djelovanja kiselih kiša.

## Hrvatski nazivi
- bijela jela, Domac, R., 1994,
- borika prava, Šugar, I., 1997
- borika, Šulek, B., 1879,
- cmrek, Šulek, B., 1879,
- cmrok, Šulek, B., 1879,
- hojka, Šulek, B., 1879,
- jalva, Šulek, B., 1879,
- jela, Šugar, I., 1997,
- jelić, Šulek, B., 1879,
- jelika, Šulek, B., 1879,
- jelka, Šulek, B., 1879,
- jelovina, Šulek, B., 1879,
- jelva, Šulek, B., 1879,
- obična jela, Šugar, I., 1997,
- pruca, Šulek, B., 1879,
- smrok, Šulek, B., 1879,
- vita jela, Šugar, I., 1997,
- vitka jela, Horvatić, S., 1954

Izvori za hrvatske nazive

## Poveznice
|  | Zajednički poslužitelj ima stranicu o temi Abies alba    |
|  | Zajednički poslužitelj ima još gradiva o temi Abies alba |
|  | Wikivrste imaju podatke o taksonu Jeli                   |